# Simcha Erlich
Simcha Erlich (hebr.: שמחה ארליך, ang.: Simha Erlich, ur. 1915 w Bachowie, zm. 19 czerwca 1983) – izraelski polityk, w latach 1977–1983 wicepremier, w latach 1977–1979 minister finansów, w latach 1981–1983 minister rolnictwa, w latach 1969–1983 poseł do Knesetu z list Gahalu i Likudu.
W wyborach parlamentarnych w 1969 po raz pierwszy dostał się do izraelskiego parlamentu. Zasiadał w Knesetach VII, VIII, IX i X kadencji. Zmarł 19 czerwca 1983, mandat poselski objął po nim Awraham Hirszson. Został pochowany na cmentarzu w Nachalat Jicchak.